# Wachsz (dolina)
Wachsz (tadż.: водии Вахш; wodii Wachsz; ros.: Вахшская долина, Wachszskaja dolina) – dolina śródgórska w Tadżykistanie, obejmująca środkowy i dolny bieg rzeki Wachsz. Zajmuje ok. 2500 km² powierzchni, ma 110 km długości i 7–25 km szerokości. Występują szaroziemy, miejscami zasolone. Na obszarach zalewowych znajdują się bagna i łąki. Występują systemy nawadniające, które umożliwiają uprawę bawełny. Rozwinięte sadownictwo (brzoskwinie, granaty, hurmy, figi). Przez dolinę biegnie linia kolejowa łącząca Duszanbe z miejscowością Pandżi Pojon (Niżnij Piandż) przy granicy z Afganistanem.